# Heterophrynus gorgo
Heterophrynus gorgo är en spindeldjursart som först beskrevs av Charles Thorold Wood 1869.  Heterophrynus gorgo ingår i släktet Heterophrynus och familjen Phrynidae. Inga underarter finns listade i Catalogue of Life.